# Éliminatoires du Championnat d'Europe de football des moins de 17 ans 2024
Navigation
2023 2025
Les éliminatoires du championnat d'Europe de football des moins de 17 ans 2024 est une compétition masculine des moins de 17 ans de football qui détermine les quinze équipes rejoignant l'organisateur automatiquement qualifié à savoir Chypre lors de la phase finale du Championnat d'Europe de football des moins de 17 ans 2024.

Les éliminatoires se déroulent du 5 octobre 2023 au 26 mars 2024. Les joueurs nés après le 1er janvier 2007 y sont éligibles.

## Format et tirage au sort
Les qualifications se disputent sur deux tours, uniquement par groupes de 4 équipes. Chaque groupe se joue sur le terrain unique de l'une des quatre équipes qui en fait partie, en tournoi toutes rondes simple. Le premier tour de qualification comprend 13 groupes (52 équipes), le second tour comprend 8 groupes (32 équipes).
Le tirage au sort du tour de qualification a eu lieu le 8 décembre 2022, au siège de l'UEFA à Nyon, en Suisse.
Chaque groupe comprend une équipe du chapeau A, une équipe du chapeau B, une équipe du chapeau C et une équipe du chapeau D. Sur la base des décisions prises par le Panel d'urgence de l'UEFA, les paires d'équipes suivantes n'ont pas pu être tirées au sort dans le même groupe : Espagne et Gibraltar, Serbie et Kosovo, Bosnie-Herzégovine et Kosovo.
Les Pays-Bas (30.111) sont exempt du premier tour, Chypre (6.500) est quant à elle déjà qualifiée en tant que pays hôte. La Russie est toujours exclue du tournoi en raison de l'Invasion de l'Ukraine.
| Chapeau A            | Chapeau A | Chapeau B          | Chapeau B | Chapeau C         | Chapeau C | Chapeau D     | Chapeau D |
| Espagne              | 25.778    | Écosse             | 12.222    | Finlande          | 8.500     | Estonie       | 3.333     |
| Italie               | 24.778    | Israël             | 12.000    | Islande           | 6.500     | Îles Féroé    | 2.889     |
| France               | 23.167    | Norvège            | 11.722    | Biélorussie       | 6.500     | Albanie       | 2.333     |
| Angleterre           | 20.233    | Suisse             | 11.444    | Bulgarie          | 5.556     | Kazakhstan    | 2.333     |
| Allemagne            | 19.500    | Tchéquie           | 11.222    | Macédoine du Nord | 5.500     | Azerbaïdjan   | 2.000     |
| Portugal             | 18.500    | Slovénie           | 10.111    | Roumanie          | 5.000     | Arménie       | 1.667     |
| Belgique             | 17.444    | Grèce              | 10.889    | Géorgie           | 4.833     | Andorre       | 1.333     |
| République d'Irlande | 16.333    | Bosnie-Herzégovine | 10.833    | Irlande du Nord   | 4.167     | Lituanie      | 1.333     |
| Hongrie              | 16.056    | Ukraine            | 10.722    | Kosovo            | 4.000     | Moldavie      | 0.667     |
| Serbie               | 15.611    | Pologne            | 10.667    | Pays de Galles    | 4.000     | Malte         | 0.000     |
| Suède                | 14.167    | Autriche           | 9.556     | Monténégro        | 4.000     | Gibraltar     | 0.000     |
| Turquie              | 13.778    | Slovaquie          | 9.167     | Luxembourg        | 3.917     | Liechtenstein | 0.000     |
| Danemark             | 12.333    | Croatie            | 8.667     | Lettonie          | 3.833     | Saint-Marin   | 0.000     |

### Premier tour de qualification
Les deux premiers de chaque groupe et les cinq meilleurs troisièmes (31 équipes) sont qualifiés pour le tour Élite.

#### Groupe 1
| Rang | Équipe    | Pts | J | G | N | P | Bp | Bc | Diff |
| ---- | --------- | --- | - | - | - | - | -- | -- | ---- |
| 1    | Autriche  | 7   | 3 | 2 | 1 | 0 | 5  | 3  | +2   |
| 2    | Géorgie H | 4   | 3 | 1 | 1 | 1 | 4  | 4  | 0    |
| 3    | Danemark  | 4   | 3 | 1 | 1 | 1 | 5  | 2  | +3   |
| 4    | Lituanie  | 1   | 3 | 0 | 1 | 2 | 6  | 4  | +2   |

#### Groupe 2
| Rang | Équipe     | Pts | J | G | N | P | Bp | Bc | Diff |
| ---- | ---------- | --- | - | - | - | - | -- | -- | ---- |
| 1    | Pologne    | 9   | 3 | 3 | 0 | 0 | 8  | 1  | +7   |
| 2    | Suède      | 6   | 3 | 2 | 0 | 1 | 6  | 4  | +2   |
| 3    | Lettonie   | 3   | 3 | 1 | 0 | 2 | 3  | 5  | -2   |
| 4    | Moldavie H | 0   | 3 | 0 | 0 | 3 | 2  | 9  | -7   |

#### Groupe 3
| Rang | Équipe          | Pts | J | G | N | P | Bp | Bc | Diff |
| ---- | --------------- | --- | - | - | - | - | -- | -- | ---- |
| 1    | Allemagne       | 7   | 3 | 2 | 1 | 0 | 8  | 1  | +7   |
| 2    | Finlande        | 5   | 3 | 1 | 2 | 0 | 6  | 3  | +3   |
| 3    | Ukraine         | 4   | 3 | 1 | 1 | 1 | 9  | 3  | +6   |
| 4    | Liechtenstein H | 0   | 3 | 0 | 0 | 3 | 0  | 16 | -16  |

#### Groupe 4
| Rang | Équipe      | Pts | J | G | N | P | Bp | Bc | Diff |
| ---- | ----------- | --- | - | - | - | - | -- | -- | ---- |
| 1    | Serbie H    | 7   | 3 | 2 | 1 | 0 | 10 | 3  | +7   |
| 2    | Slovénie    | 5   | 3 | 1 | 2 | 0 | 6  | 3  | +3   |
| 3    | Luxembourg  | 2   | 3 | 0 | 2 | 1 | 2  | 5  | -3   |
| 4    | Azerbaïdjan | 1   | 3 | 0 | 1 | 2 | 2  | 9  | -7   |

#### Groupe 5
| Rang | Équipe     | Pts | J | G | N | P | Bp | Bc | Diff |
| ---- | ---------- | --- | - | - | - | - | -- | -- | ---- |
| 1    | Portugal H | 9   | 3 | 3 | 0 | 0 | 11 | 1  | +10  |
| 2    | Tchéquie   | 6   | 3 | 2 | 0 | 1 | 11 | 3  | +8   |
| 3    | Albanie    | 3   | 3 | 1 | 0 | 2 | 3  | 10 | -7   |
| 4    | Monténégro | 0   | 3 | 0 | 0 | 3 | 1  | 12 | -11  |

#### Groupe 6
| Rang | Équipe     | Pts | J | G | N | P | Bp | Bc | Diff |
| ---- | ---------- | --- | - | - | - | - | -- | -- | ---- |
| 1    | France     | 5   | 3 | 1 | 2 | 0 | 5  | 1  | +4   |
| 2    | Roumanie H | 5   | 3 | 1 | 2 | 0 | 4  | 1  | +3   |
| 3    | Norvège    | 3   | 3 | 0 | 3 | 0 | 2  | 2  | 0    |
| 4    | Estonie    | 1   | 3 | 0 | 1 | 2 | 2  | 9  | -7   |

#### Groupe 7
| Rang | Équipe      | Pts | J | G | N | P | Bp | Bc | Diff |
| ---- | ----------- | --- | - | - | - | - | -- | -- | ---- |
| 1    | Turquie H   | 7   | 3 | 2 | 1 | 0 | 4  | 0  | +4   |
| 2    | Biélorussie | 4   | 3 | 1 | 1 | 1 | 3  | 2  | +1   |
| 3    | Écosse      | 3   | 3 | 1 | 0 | 2 | 3  | 6  | -3   |
| 4    | Kazakhstan  | 2   | 3 | 0 | 2 | 1 | 0  | 2  | -2   |

#### Groupe 8
| Rang | Équipe            | Pts | J | G | N | P | Bp | Bc | Diff |
| ---- | ----------------- | --- | - | - | - | - | -- | -- | ---- |
| 1    | Espagne           | 9   | 3 | 3 | 0 | 0 | 17 | 1  | +16  |
| 2    | Slovaquie         | 6   | 3 | 2 | 0 | 1 | 6  | 5  | +1   |
| 3    | Malte H           | 1   | 3 | 0 | 1 | 2 | 1  | 9  | -8   |
| 4    | Macédoine du Nord | 1   | 3 | 0 | 1 | 2 | 1  | 10 | -9   |

#### Groupe 9
| Rang | Équipe     | Pts | J | G | N | P | Bp | Bc | Diff |
| ---- | ---------- | --- | - | - | - | - | -- | -- | ---- |
| 1    | Angleterre | 9   | 3 | 3 | 0 | 0 | 18 | 1  | +17  |
| 2    | Croatie H  | 6   | 3 | 2 | 0 | 1 | 11 | 5  | +6   |
| 3    | Kosovo     | 3   | 3 | 1 | 0 | 2 | 3  | 10 | -7   |
| 4    | Îles Féroé | 0   | 3 | 0 | 0 | 3 | 1  | 17 | -16  |

#### Groupe 10
| Rang | Équipe                 | Pts | J | G | N | P | Bp | Bc | Diff |
| ---- | ---------------------- | --- | - | - | - | - | -- | -- | ---- |
| 1    | Suisse                 | 7   | 3 | 2 | 1 | 0 | 8  | 0  | +8   |
| 2    | République d'Irlande H | 5   | 3 | 1 | 2 | 0 | 4  | 0  | +4   |
| 3    | Islande                | 4   | 3 | 1 | 1 | 1 | 7  | 4  | +3   |
| 4    | Arménie                | 0   | 3 | 0 | 0 | 3 | 1  | 16 | -15  |

#### Groupe 11
| Rang | Équipe          | Pts | J | G | N | P | Bp | Bc | Diff |
| ---- | --------------- | --- | - | - | - | - | -- | -- | ---- |
| 1    | Grèce           | 9   | 3 | 3 | 0 | 0 | 6  | 1  | +5   |
| 2    | Italie H        | 4   | 3 | 1 | 1 | 1 | 5  | 2  | +3   |
| 3    | Irlande du Nord | 4   | 3 | 1 | 1 | 1 | 4  | 2  | +2   |
| 4    | Saint-Marin     | 0   | 3 | 0 | 0 | 3 | 0  | 10 | -10  |

#### Groupe 12
| Rang | Équipe           | Pts | J | G | N | P | Bp | Bc | Diff |
| ---- | ---------------- | --- | - | - | - | - | -- | -- | ---- |
| 1    | Pays de Galles H | 6   | 2 | 2 | 0 | 0 | 5  | 0  | +5   |
| 2    | Belgique         | 3   | 2 | 1 | 0 | 1 | 4  | 1  | +3   |
| 3    | Gibraltar        | 0   | 2 | 0 | 0 | 2 | 0  | 8  | -8   |
| 4    | Israël (Forfait) | 0   | 0 | 0 | 0 | 0 | 0  | 0  | 0    |

#### Groupe 13
| Rang | Équipe             | Pts | J | G | N | P | Bp | Bc | Diff |
| ---- | ------------------ | --- | - | - | - | - | -- | -- | ---- |
| 1    | Bulgarie           | 7   | 3 | 2 | 1 | 0 | 4  | 2  | +2   |
| 2    | Hongrie H          | 6   | 3 | 2 | 0 | 1 | 5  | 2  | +3   |
| 3    | Bosnie-Herzégovine | 4   | 3 | 1 | 1 | 1 | 5  | 4  | +1   |
| 4    | Andorre            | 0   | 3 | 0 | 0 | 3 | 1  | 7  | -6   |

#### Classements des troisièmes de groupe
Pour déterminer les cinq meilleures équipes classées troisième du tour de qualification qui accèdent au tour élite, seuls les résultats des équipes classées troisième contre les équipes classées première et deuxième de leur groupe sont pris en compte.
| Rang    | Équipe             | Pts | J | G | N | P | Bp | Bc | Diff |
| ------- | ------------------ | --- | - | - | - | - | -- | -- | ---- |
| 1 (6)   | Norvège            | 2   | 2 | 0 | 2 | 0 | 0  | 0  | 0    |
| 2 (1)   | Danemark           | 1   | 2 | 0 | 1 | 1 | 3  | 4  | -1   |
| 3 (3)   | Ukraine            | 1   | 2 | 0 | 1 | 1 | 2  | 3  | -1   |
| 4 (13)  | Bosnie-Herzégovine | 1   | 2 | 0 | 1 | 1 | 2  | 4  | -2   |
| 5 (11)  | Irlande du Nord    | 1   | 2 | 0 | 1 | 1 | 0  | 2  | -2   |
| 6 (4)   | Luxembourg         | 1   | 2 | 0 | 1 | 1 | 1  | 4  | -3   |
| 7 (10)  | Islande            | 1   | 2 | 0 | 1 | 1 | 0  | 3  | -3   |
| 8 (7)   | Écosse             | 0   | 2 | 0 | 0 | 2 | 1  | 6  | -5   |
| 9 (2)   | Lettonie           | 0   | 2 | 0 | 0 | 2 | 0  | 5  | -5   |
| 10 (8)  | Malte              | 0   | 2 | 0 | 0 | 2 | 0  | 8  | -8   |
| 11 (12) | Gibraltar          | 0   | 2 | 0 | 0 | 2 | 0  | 8  | -8   |
| 12 (5)  | Albanie            | 0   | 2 | 0 | 0 | 2 | 1  | 10 | -9   |
| 13 (9)  | Kosovo             | 0   | 2 | 0 | 0 | 2 | 0  | 9  | -9   |

### Tour Élite
Le tirage au sort du tour Élite a lieu le 7 décembre 2023, au siège de l'UEFA à Nyon, en Suisse.

Le second tour, qui a lieu au printemps, concerne 32 équipes, dont les Pays-Bas, exempté de premier tour. Les huit vainqueurs de poule et les sept meilleurs deuxièmes se qualifient pour la phase finale à Chypre (dont l'équipe est qualifiée d'office).

#### Groupe 1
| Rang | Équipe          | Pts | J | G | N | P | Bp | Bc | Diff |
| ---- | --------------- | --- | - | - | - | - | -- | -- | ---- |
| 1    | France          | 9   | 3 | 3 | 0 | 0 | 9  | 4  | +5   |
| 2    | Angleterre H    | 6   | 3 | 2 | 0 | 1 | 11 | 3  | +8   |
| 3    | Irlande du Nord | 3   | 3 | 1 | 0 | 2 | 6  | 11 | -5   |
| 4    | Hongrie         | 0   | 3 | 0 | 0 | 3 | 2  | 10 | -8   |

#### Groupe 2
| Rang | Équipe         | Pts | J | G | N | P | Bp | Bc | Diff |
| ---- | -------------- | --- | - | - | - | - | -- | -- | ---- |
| 1    | Suède          | 7   | 3 | 2 | 1 | 0 | 5  | 3  | +2   |
| 2    | Pays de Galles | 6   | 3 | 2 | 0 | 1 | 5  | 4  | +1   |
| 3    | Bulgarie       | 2   | 3 | 0 | 2 | 1 | 2  | 3  | -1   |
| 4    | Roumanie H     | 1   | 3 | 0 | 1 | 2 | 2  | 4  | -2   |

#### Groupe 3
| Rang | Équipe     | Pts | J | G | N | P | Bp | Bc | Diff |
| ---- | ---------- | --- | - | - | - | - | -- | -- | ---- |
| 1    | Italie     | 7   | 3 | 2 | 1 | 0 | 9  | 5  | +4   |
| 2    | Belgique   | 4   | 3 | 1 | 1 | 1 | 6  | 7  | -1   |
| 3    | Finlande H | 4   | 3 | 1 | 1 | 1 | 3  | 3  | 0    |
| 4    | Pays-Bas   | 1   | 3 | 0 | 1 | 2 | 2  | 5  | -3   |

#### Groupe 4
| Rang | Équipe    | Pts | J | G | N | P | Bp | Bc | Diff |
| ---- | --------- | --- | - | - | - | - | -- | -- | ---- |
| 1    | Ukraine   | 9   | 3 | 3 | 0 | 0 | 8  | 0  | +8   |
| 2    | Slovaquie | 6   | 3 | 2 | 0 | 1 | 3  | 4  | -1   |
| 3    | Suisse    | 3   | 3 | 1 | 0 | 2 | 3  | 5  | -2   |
| 4    | Grèce H   | 0   | 3 | 0 | 0 | 3 | 0  | 5  | -5   |

#### Groupe 5
| Rang | Équipe               | Pts | J | G | N | P | Bp | Bc | Diff |
| ---- | -------------------- | --- | - | - | - | - | -- | -- | ---- |
| 1    | Portugal H           | 9   | 3 | 3 | 0 | 0 | 10 | 3  | +7   |
| 2    | Croatie              | 4   | 3 | 1 | 1 | 1 | 8  | 6  | +2   |
| 3    | Allemagne            | 4   | 3 | 1 | 1 | 1 | 7  | 6  | +1   |
| 4    | République d'Irlande | 0   | 3 | 0 | 0 | 3 | 1  | 11 | -10  |

#### Groupe 6
| Rang | Équipe    | Pts | J | G | N | P | Bp | Bc | Diff |
| ---- | --------- | --- | - | - | - | - | -- | -- | ---- |
| 1    | Danemark  | 7   | 3 | 2 | 1 | 0 | 8  | 0  | +8   |
| 2    | Serbie    | 6   | 3 | 2 | 0 | 1 | 5  | 1  | +4   |
| 3    | Géorgie H | 3   | 3 | 1 | 0 | 2 | 3  | 10 | -7   |
| 4    | Turquie   | 1   | 3 | 0 | 1 | 2 | 1  | 6  | -5   |

#### Groupe 7
| Rang | Équipe     | Pts | J | G | N | P | Bp | Bc | Diff |
| ---- | ---------- | --- | - | - | - | - | -- | -- | ---- |
| 1    | Autriche H | 7   | 3 | 2 | 1 | 0 | 7  | 3  | +4   |
| 2    | Espagne    | 6   | 3 | 2 | 0 | 1 | 9  | 3  | +6   |
| 3    | Norvège    | 4   | 3 | 1 | 1 | 1 | 4  | 6  | -2   |
| 4    | Slovénie   | 0   | 3 | 0 | 0 | 3 | 1  | 9  | -8   |

#### Groupe 8
| Rang | Équipe               | Pts | J | G | N | P | Bp | Bc | Diff |
| ---- | -------------------- | --- | - | - | - | - | -- | -- | ---- |
| 1    | Pologne              | 6   | 3 | 2 | 0 | 1 | 5  | 3  | +2   |
| 2    | Tchéquie             | 6   | 3 | 2 | 0 | 1 | 4  | 2  | +2   |
| 3    | Bosnie-Herzégovine H | 3   | 3 | 1 | 0 | 2 | 4  | 7  | -3   |
| 4    | Biélorussie          | 3   | 3 | 1 | 0 | 2 | 2  | 4  | -2   |

#### Classements des deuxièmes de groupe
Les sept meilleures équipes classées deuxièmes du tour Élite se sont qualifiées pour la phase finale
| Rang  | Équipe         | Pts | J | G | N | P | Bp | Bc | Diff |
| ----- | -------------- | --- | - | - | - | - | -- | -- | ---- |
| 1 (1) | Angleterre     | 6   | 3 | 2 | 0 | 1 | 11 | 3  | +8   |
| 2 (7) | Espagne        | 6   | 3 | 2 | 0 | 1 | 9  | 3  | +6   |
| 3 (6) | Serbie         | 6   | 3 | 2 | 0 | 1 | 5  | 1  | +4   |
| 4 (8) | Tchéquie       | 6   | 3 | 2 | 0 | 1 | 4  | 2  | +2   |
| 5 (2) | Pays de Galles | 6   | 3 | 2 | 0 | 1 | 5  | 4  | +1   |
| 6 (4) | Slovaquie      | 6   | 3 | 2 | 0 | 1 | 3  | 4  | -1   |
| 7 (5) | Croatie        | 4   | 3 | 1 | 1 | 1 | 8  | 6  | +2   |
| 8 (3) | Belgique       | 4   | 3 | 1 | 1 | 1 | 6  | 7  | -1   |

### Équipes qualifiées
Les 16 équipes suivantes se sont qualifiées pour la phase finale.
| Équipe         | Parcours              | Date de qualification | Participation |
| -------------- | --------------------- | --------------------- | ------------- |
| Chypre         | Pays hôte             | 19 avril 2021         | 1re           |
| France         | Vainqueur du groupe 1 | 26 mars 2024          | 15e           |
| Suède          | Vainqueur du groupe 2 | 23 mars 2024          | 6e            |
| Italie         | Vainqueur du groupe 3 | 26 mars 2024          | 12e           |
| Ukraine        | Vainqueur du groupe 4 | 12 mars 2024          | 7e            |
| Portugal       | Vainqueur du groupe 5 | 26 mars 2024          | 11e           |
| Danemark       | Vainqueur du groupe 6 | 26 mars 2024          | 7e            |
| Autriche       | Vainqueur du groupe 7 | 26 mars 2024          | 7e            |
| Pologne        | Vainqueur du groupe 8 | 26 mars 2024          | 5e            |
| Angleterre     | 1re meilleur deuxième | 26 mars 2024          | 16e           |
| Espagne        | 2e meilleur deuxième  | 26 mars 2024          | 16e           |
| Serbie         | 3e meilleur deuxième  | 26 mars 2024          | 10e           |
| Tchéquie       | 4e meilleur deuxième  | 26 mars 2024          | 7e            |
| Pays de Galles | 5e meilleur deuxième  | 26 mars 2024          | 2e            |
| Slovaquie      | 6e meilleur deuxième  | 26 mars 2024          | 2e            |
| Croatie        | 7e meilleur deuxième  | 26 mars 2024          | 6e            |